# KSI (youtuber)
Olajide Olayinka Williams Olatunji (Watford, 19 de junio de 1993), conocido profesionalmente como KSI, es una celebridad conocida por ser youtuber, rapero y boxeador británico. KSI es miembro y cofundador del colectivo de entretenimiento conocido como Sidemen, junto con otros seis youtubers británicos, produciendo videos y merchandising en línea para una audiencia combinada de más de 53 millones de seguidores.
En 2009, KSI registró su cuenta de YouTube con el nombre KSIOlajideBT. KSI construyó sus seguidores publicando videos de juegos de video de la serie de videojuegos de la FIFA, aunque a medida que sus seguidores crecieron, su contenido se ha diversificado e incluye más vlog y videos de estilo de comedia. A partir de octubre de 2019, el canal ha recibido más de 20 millones de suscriptores y 4 mil millones de vistas de video, clasificándose como el sexto canal más suscrito y decimonoveno más visto del Reino Unido, y colocándolo entre los 120 canales más suscritos en el sitio.
Habiendo escrito y producido canciones de comedia y rap en su temprana carrera en YouTube, KSI lanzó su obra extendida debut más purista, Keep Up, en 2016, alcanzando el número uno en la lista de álbumes de R&B del Reino Unido. Después de lanzar tres juegos y sencillos más largos, KSI lanzó un álbum colaborativo con Randolph, titulado New Age, en 2019. El mismo año, KSI firmó un contrato discográfico con RBC Records bajo MG Rights Management ; Su primer sencillo bajo el nuevo sello discográfico, " Down Like That ", contó con el artista británico SX y los raperos estadounidenses Rick Ross y Lil Baby. KSI apareció en la película de comedia británica Laid in America (2016), y fue el tema de Can't Lose (2018), una película documental después de la preparación de su primera pelea de boxeo amateur.
KSI ha participado en tres combates de boxeo de alto perfil; los dos primeros fueron eventos de cuello blanco de aficionados, y el tercero fue un combate profesional. El primero, contra el YouTuber británico Joe Weller, fue ganado por KSI por nocaut técnico. Con una audiencia en línea en vivo de más de 1.6 millones, la pelea fue descrita como el mayor evento de boxeo de cuello blanco en la historia. La segunda pelea, contra el YouTuber estadounidense Logan Paul, terminó en un empate mayoritario y fue etiquetado como "el evento más grande en la historia de YouTube". La revancha posterior fue el debut profesional de KSI en el boxeo, que ganó por decisión dividida.

## Infancia y juventud
Nacido en Watford, Inglaterra, el 19 de junio de 1993, KSI se crio en Watford, Hertfordshire con sus padres Jide Olatunji y Yinka Olatunji, de ascendencia nigeriana. KSI fue educado en la Berkhamsted School, una escuela independiente que paga honorarios, donde conoció al futuro miembro de Sidemen, Simon Minter. 
KSI es altamente fanático del anime Dragon Ball, esto ha sido confirmado por el mismo y también es muy notable ya que en una de sus colaboraciones junto al rapero británico Offica, este menciona en un verso de la canción " 
Naruto drilling remix " a Goku. En 2019 compró una cadena del personaje Beerus por £500,000 [cita requerida]. Además, se le ha escuchado mencionar a Dragon Ball en otros temas como: " Down like that ".
KSI registró su primera cuenta en YouTube bajo el nombre de 'JideJunior' en 2008 cuando era un adolescente, antes de abrir su canal actual en 2009. Se retiró del sexto formulario para seguir su carrera en YouTube una vez que ganaba ingresos mensuales estables. ingresos de sus cargas. En una entrevista en 2014, KSI relató: "Le pregunté al maestro, '¿debería irme?' Él preguntó: '¿Cuánto ganas con YouTube?' y dije alrededor de £ 1,500 por mes. Me dijo que estaba obteniendo menos que eso ". Sus padres lo desaprobaron, pero desde entonces se han vuelto solidarios, apareciendo en varios de sus videos.
El hermano menor de KSI, Deji Olatunji, también es un youtuber. Los hermanos se ubicaron en el número uno y dos respectivamente como "Los creadores de YouTube más influyentes del Reino Unido" por Tubular Labs en 2015. A finales de noviembre de 2018, Deji reveló los registros bancarios personales de KSI en un video; KSI luego condenó las acciones de Deji y expresó su decepción hacia sus padres por permitir la publicación de sus registros financieros. En enero de 2019, Deji se disculpó con su hermano por su comportamiento "impulsivo" y "temerario" e hizo que el video fuera privado. En mayo de 2019, Deji hizo público el video en el que expuso los registros bancarios de KSI nuevamente, lo que provocó que KSI declarara en Twitter que estaba "listo".

## Carrera de YouTube

### Primeros años (2009–2012)

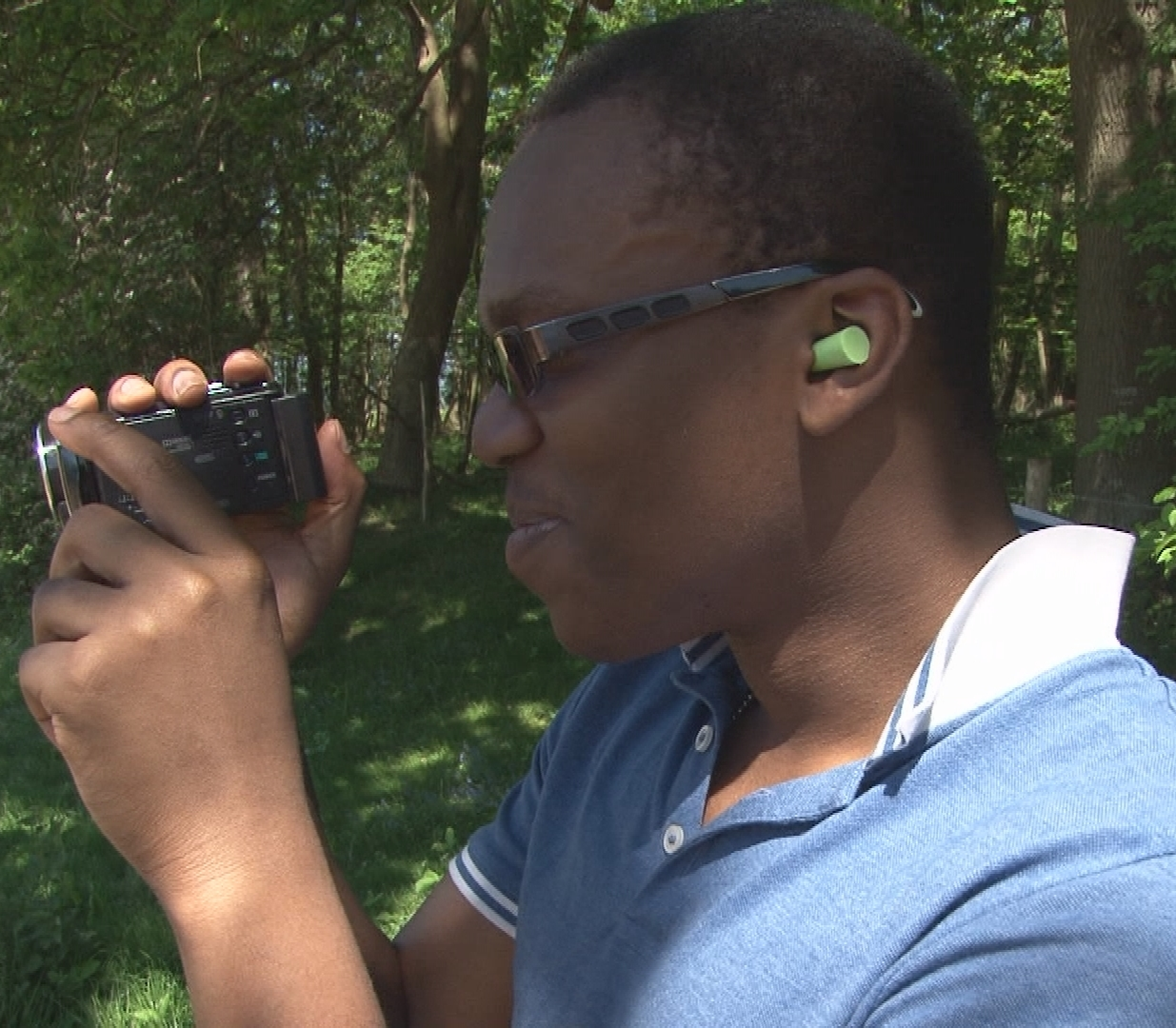
KSI filmando un video para su canal de YouTube en 2012

KSI registró su cuenta actual de YouTube el 24 de julio de 2009 bajo el nombre de KSIOlajideBT, donde, inspirado por otros youtubers, subió vídeos de juegos y comentarios de la serie de videojuegos de la FIFA desde su habitación en la casa de sus padres en Watford. Después de compartir sus vídeos con amigos y en foros en línea, KSI creció un pequeño seguimiento de alrededor de 20,000 después de dos años. Al presentar más contenido al estilo vlog y jugar una variedad de juegos como Grand Theft Auto V durante el próximo año, sus seguidores crecieron más rápidamente cuando llegó a 1 millón de suscriptores solo tres años después de fundar su canal. A finales de 2013, el número de suscriptores de KSI superó los 3 millones, lo que lo convirtió en el vigésimo quinto usuario más suscrito en YouTube. El mismo año, KSI visitó Las Vegas, donde habló sobre el lanzamiento de YouTube de un proyecto de suscripción de canal pago.
El ascenso inicial de KSI a la fama no estuvo exento de controversia. Fue ampliamente criticado por su llamada "cara de violación", una broma recurrente en su canal durante 2012 y 2013, y fue el centro de una controversia tras sus acciones en un evento de Eurogamer en 2012. Acusado de hostigar verbalmente y sexualmente al personal y a los asistentes al evento, Microsoft cortó lazos con KSI y fue excluido de todos los futuros eventos de Eurogamer. Posteriormente, KSI se disculpó "por cualquier delito que el vídeo de hace 15 meses pudo haber causado en el corto tiempo que estuvo en su canal de YouTube, referencias a él desde entonces y posteriormente utilizado por otras personas" y manifestó su deseo de seguir adelante con el incidente y ser "ser juzgado por el gran contenido y el valor que le da a las marcas y socios, sin controversia".

### Crecimiento continuo y cambio de estilo (2013–2017)
En octubre de 2013, KSI firmó con la subred de Maker Studios de Polaris. Más tarde ese mes, el 19 de octubre de 2013, KSI y otros cuatro youtubers británicos formaron el colectivo de entretenimiento Ultimate Sidemen, que luego se redujo a Sidemen. Desde 2014, el grupo consta de siete youtubers británicos: Vikram Barn, Josh Bradley, Tobi Brown, Harry Lewis, Simon Minter, Ethan Payne y KSI. El grupo produce vídeos en línea, que a menudo consisten en desafíos, bocetos y comentarios de videojuegos, además de vender productos exclusivos de Sidemen. Habiendo escrito y producido canciones de comedia y rap para su canal de YouTube en 2011, KSI dio su primer gran paso para expandir su contenido más allá de los vídeos de YouTube en 2015 al comenzar su carrera como músico y rapero serio. Lanzó su canción debut, "Lamborghini", escrita sobre su recientemente comprado Lamborghini Aventador, con P Money el 23 de marzo de 2015, alcanzando el número 30 en la lista de singles del Reino Unido. Poco después, el EP debut de KSI, Keep Up, alcanzó el número 1 en la lista de álbumes de R&B del Reino Unido y desde entonces lanzó varias canciones y realizó giras con su música. KSI amplió aún más su contenido más tarde ese año, lanzando una biografía titulada KSI: I Am a Bellend. El libro fue lanzado el 24 de septiembre de 2015 en el Reino Unido y cinco días después en los Estados Unidos, y KSI realizó una gira para apoyar el libro desde su lanzamiento hasta el 4 de octubre de 2015. En 2016, KSI y los Sidemen publicaron Sidemen: The Book, que vendió 26.436 copias en tres días y encabezó las listas de no ficción de tapa dura.
El 4 de agosto de 2017, KSI tuiteó que dejaría a los Sidemen, citando conflictos con su compañero, Ethan Payne. Poco después, lanzó una serie de vídeos de diss track criticando a los miembros de su entonces antiguo grupo, a los que la mayoría de los miembros respondieron con los suyos. Más tarde ese mes, KSI lanzó un vídeo en el que afirmó que estaba siendo deportado de los Estados Unidos por recibir una visa incorrecta. En noviembre de 2017, subió otro vídeo discutiendo si sus supuestas consecuencias con los Sidemenera real o falso y decía: "El drama no era del todo real, pero tampoco era del todo falso".

### Controversias,streaming, y combates (2018–presente)

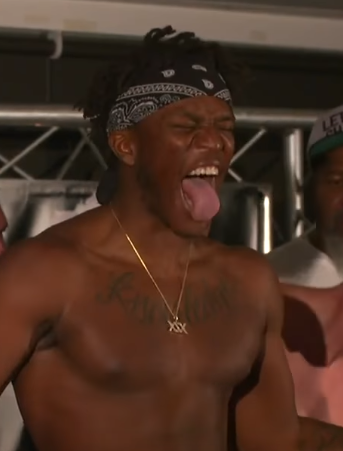
KSI durante un pesaje para su combate de boxeo de cuello blanco con Logan Paul el 25 de agosto de 2018

El youtuber británico, Joe Weller, criticó a KSI y a los Sidemen por agitar artificialmente la fricción entre él y los Sidemen por sus opiniones. Después de los desacuerdos públicos resultantes en Twitter, la pareja anunció que se enfrentarían en un combate de boxeo amateur de cuello blanco el 3 de febrero de 2018 en el Copper Box Arena en Londres. Durante el anuncio, los dos youtubers se enfrentaron verbal y físicamente, y KSI parecía burlarse de las luchas de Weller con la depresión; KSI luego se disculpó por sus comentarios. La pelea, titulada KSI contra Joe Weller, se llevó a cabo el 3 de febrero de 2018 y KSI la ganó 1 minuto y 30 segundos en la tercera ronda por nocaut técnico; KSI fue galardonado con el cinturón de campeonato de boxeo de YouTube. En YouTube, la pelea atrajo a 1.6 millones de espectadores en vivo, 21 millones de visitas en un día, y más de 25 millones en los próximos días, por lo que es la pelea de boxeo de cuello blanco más grande de la historia. KSI expresó su respeto por Weller después de la lucha por ser "mucho más duro, más duro de lo que pensaba", y lo elogió por su compromiso de crear conciencia sobre la salud mental, antes de llamar al YouTuber estadounidense Logan Paul, a su hermano Jake Paul y al futbolista retirado Rio Ferdinand.

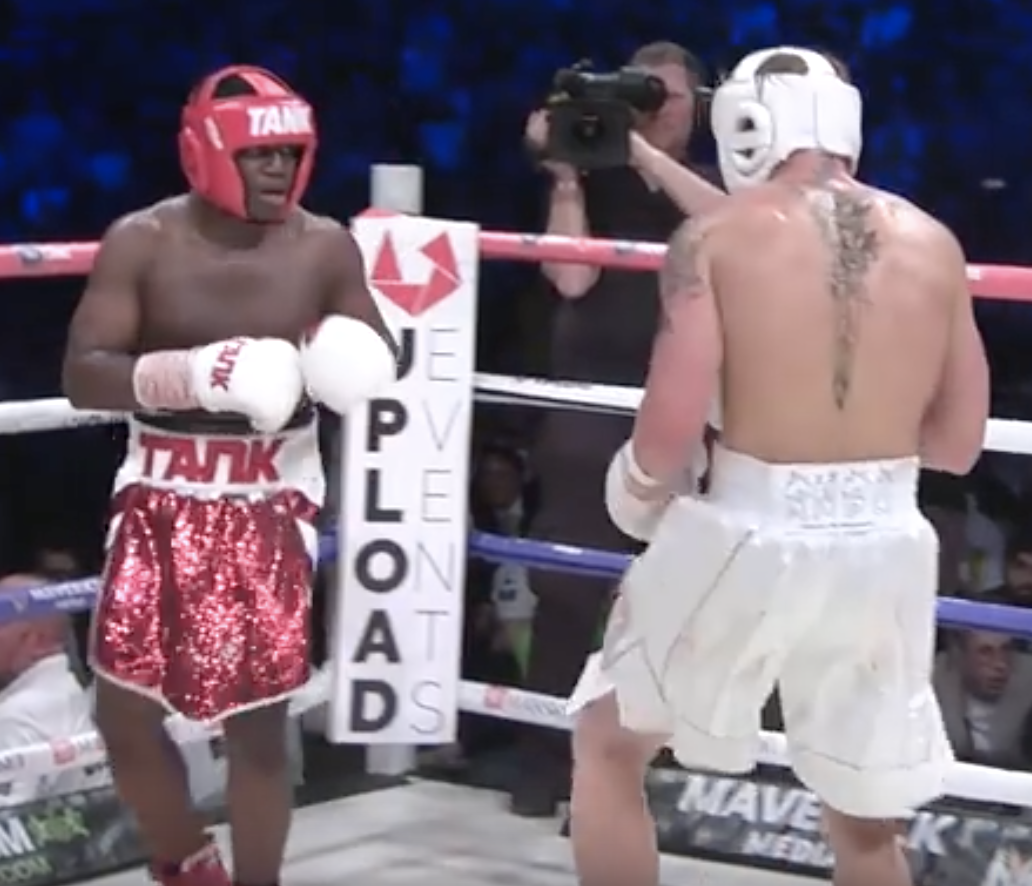
En un combate contra su hermano Deji en agosto de 2018

El 24 de febrero de 2018, se anunció que KSI estaría luchando contra Logan Paul en un combate de boxeo amateur de cuello blanco, con su hermano, Deji, luchando contra el hermano menor de Logan Paul, Jake Paul, en la cartelera. La pelea terminó como un empate mayoritario, con dos jueces anotando la pelea incluso con 57–57 y un tercer juez con 58–57 a favor de KSI. La pelea ha sido etiquetada como "el evento más grande en la historia de YouTube" y "la pelea de boxeo amateur más grande jamás vista". La pelea agotó 21.000 entradas para Manchester Arena, generando un ingreso estimado en vivo de más de 2,7 millones de libras de la venta de entradas. Fue visto por más de 2,25 millones de espectadores en vivo, incluyendo más de 1,05 millones viendo pay-per-view y 1.2 millones viendo transmisiones ilegales en Twitch. El evento finalmente recibió más de 17 millones de visitas en línea en el canal oficial de YouTube (pago por visión y vista gratuita) a partir del 18 de septiembre de 2018, además de más de 5 millones de espectadores que vieron transmisiones ilegales en Twitch a partir del 28 de agosto de 2018.

#### Combate profesional contra Logan Paul
El 3 de septiembre de 2019, se anunció una revancha entre los dos. La pelea tuvo lugar el 9 de noviembre de 2019 en el Staples Center de Los Ángeles, promovida por Eddie Hearn. A diferencia de la primera pelea, la revancha fue una pelea profesional y los dos luchadores no usaron ningún casco y guantes de 10 onzas, haciendo la pelea más violenta que la primera. La cartelera contó con boxeadores profesionales, incluidos Devin Haney y Billy Joe Saunders. KSI entrenó con up-and-coming boxeador profesional, Viddal Riley, y Jeff Mayweather, tío de Floyd Mayweather Jr.

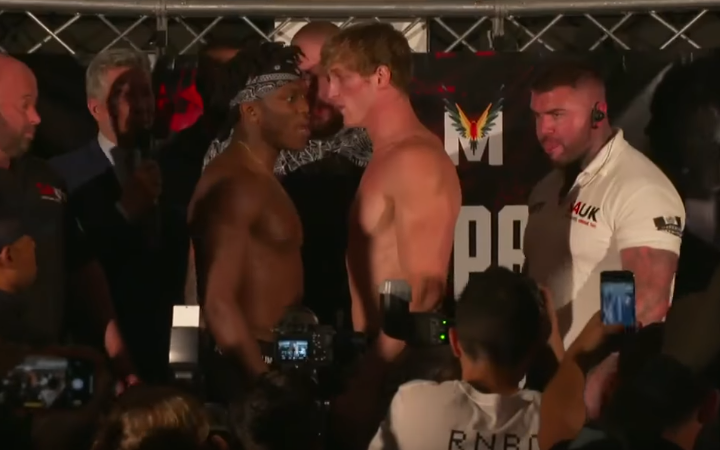
KSI en una pelea de boxeo contra Logan Paul.

Tras su anuncio como un combate profesional, el evento recibió críticas de varias figuras dentro del boxeo, así como de periodistas y fanáticos del boxeo, algunos de los cuales calificaron la pelea como un "insulto" al boxeo. La acusación principal fue que la pareja estaba usando el evento como una `` captura de efectivo y cuestionó la `` legitimidad del partido como una pelea profesional, y muchos cuestionaron la opción de poner peleas profesionales por el título mundial en la cartelera debajo de dos youtubers. Otros dentro del deporte, sin embargo, fueron más receptivos a la pelea y abrazaron el evento. El director ejecutivo de la Comisión Atlética del Estado de California (el cuerpo sancionador de la pelea), Andy Foster, defendió la acusación de que los youtubers no estaban en condiciones de pelear profesionalmente, y dijo en una entrevista que "si no fueran estrellas de YouTube,El New York Times señaló que KSI, Paul y la intención de los organizadores de atraer a una nueva audiencia a un deporte 'estancado' y destaca el hecho de que ambos YouTubers buscaron el entrenamiento de boxeadores y entrenadores campeones del mundo. Los boxeadores profesionales Anthony Joshua, Deontay Wilder, Tyson Fury, Dillian Whyte y Andy Ruiz Jr. también expresaron su apoyo al evento y el hecho de que se celebrara como un combate profesional, destacando el beneficio que podría aportar al boxeo en términos de expandiendo la audiencia del deporte. 
Después de seis rondas de tres minutos, KSI fue el ganador por decisión dividida, con dos jueces anotando la pelea 57-54 y 56-55 para KSI, y un juez anotando 56-55 a favor de Paul. Paul y KSI se dieron la mano y se abrazaron después de la pelea, ambos respetandose el uno al otro, aunque Paul declaró su intención de impugnar a la comisión por su deducción de puntos por sus golpes ilegales, afirmando que no discute lo sucedido pero pensó que solo merecía una advertencia. Cuando se le preguntó acerca de una posible revancha, Paul expresó su apoyo a la idea, pero KSI rechazó cualquier perspectiva de una tercera pelea contra Paul, diciendo "Ya está hecho... voy a lo siguiente".

## Carrera musical

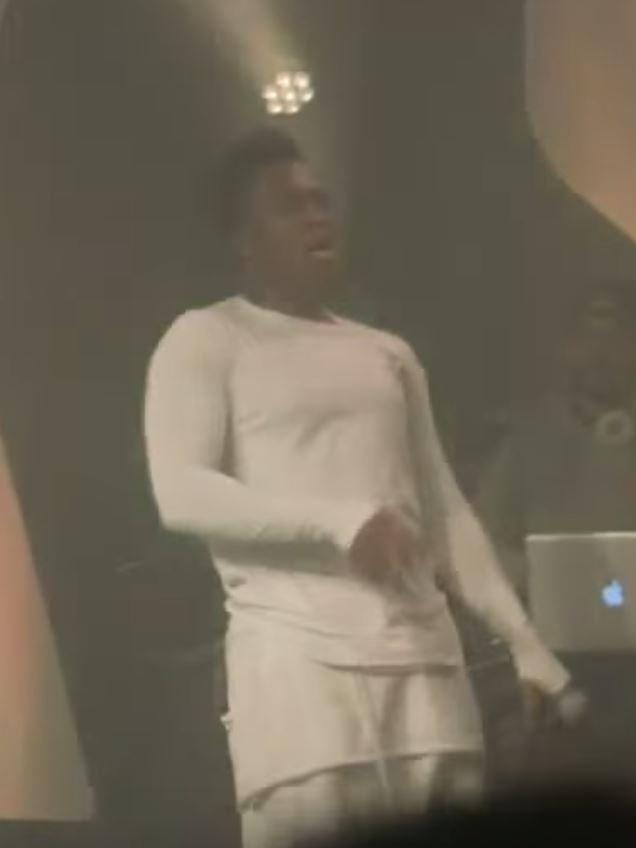
KSI en un evento en el O2 Academy Islington en 2016

### Keep Up y firma de grandes sellos (2015–2017)
KSI lanzó su primer single como solista el 23 de marzo de 2015 titulado "Lamborghini", que presenta al rapero P Money. La canción fue lanzada bajo el sello discográfico de Sway, Dcypha Productions. El 29 de octubre de 2015, KSI anunció su EP debut titulado Keep Up. El EP fue lanzado el 8 de enero de 2016 por Island Records y debutó en el número 13 en la lista de álbumes del Reino Unido y en el número uno en la lista de álbumes de R&B del Reino Unido.
El 29 de abril de 2016, KSI lanzó una canción titulada "Goes Off", con Mista Silva. La canción fue lanzada como el sencillo principal del segundo EP de KSI, Jump Around. KSI luego lanzó el segundo sencillo del EP titulado " Friends with Benefits " con el grupo musical holandés MNDM el 29 de julio. La canción principal del EP con Waka Flocka Flame fue lanzada como el tercer sencillo el 16 de septiembre. Jump Around fue lanzado más tarde el 28 de octubre de 2016 a través de Island Records.
Después de tomar un paréntesis de cuatro meses de YouTube, KSI lanzó una canción titulada, "Creature" el 23 de junio de 2017. La canción fue lanzada como un sencillo para su tercer EP titulado, Space, que fue lanzado de forma independiente el 30 de junio. KSI luego lanzó su cuarto EP titulado, Disstracktions, tres meses más tarde, el 29 de septiembre de 2018. Disstracktions luego pasó a la lista de éxitos en la lista de álbumes del Reino Unido y la lista de álbumes de R&B del Reino Unido en el número 31 y uno respectivamente. 

### Lanzamientos independientes y nueva firma de etiquetas (2018–presente)
El 31 de enero de 2018, KSI lanzó un sencillo titulado "Uncontrollable" con el rapero británico Big Zuu. La canción se jugó durante la caminata de KSI para su combate de boxeo contra el YouTuber Joe Weller el 3 de febrero. La canción figuraba en el número 89 en la lista de singles del Reino Unido. KSI lanzó su próximo sencillo el 17 de agosto de 2018 titulado "On Point". La canción se jugó durante el ring ring de KSI para su combate de boxeo contra el YouTuber estadounidense Logan Paul el 25 de agosto de 2018. 

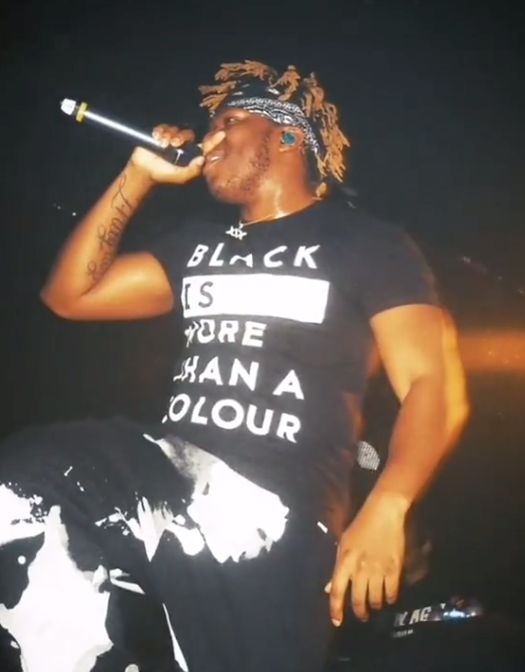
KSI de gira con su New Age tour en 2019

KSI anunció a través de un video de YouTube el 28 de febrero de 2019 que lanzaría un álbum de colaboración con el rapero británico de YouTube Randolph titulado New Age, además de realizar una gira por el Reino Unido y algunas partes de Europa para promocionar el álbum. New Age se lanzó de forma independiente el 12 de abril de 2019 y contó con apariciones especiales de JME, Talia Mar y Quadeca. El álbum debutó en el número 17 en la lista de álbumes del Reino Unido y en el número uno en la lista de álbumes de R&B del Reino Unido. En este álbum se encuentran temas como: "Beerus", canción inspirada en el personaje del anime Dragon ball super y " Pull up" junto al rapero británico JME entre otras.    
El 4 de noviembre de 2019, se anunció que KSI había firmado un contrato discográfico con RBC Records bajo BMG Rights Management para "llevar su música al siguiente nivel". El 7 de noviembre, KSI lanzó su primer sencillo bajo el nuevo sello discográfico titulado " Down Like That ". La canción cuenta con el artista británico SX y los raperos estadounidenses Rick Ross y Lil Baby. La canción fue interpretada en vivo por los artistas destacados durante la caminata de KSI para su revancha de boxeo contra el YouTuber estadounidense Logan Paul el 9 de noviembre. El sencillo alcanzó su punto máximo en el número 18 en el UK Singles Chart, lo que lo convierte en el sencillo con el gráfico más alto de KSI. Después de este tema, el rapero sacaría el tema: " Wake up call " junto al rapero estadounidense Trippie Redd, este tema llegaría al puesto 11 en el UK Singles chart. Y por último KSI sacaría su tema " Poppin " junto a los raperos: Lil Pump y Smokepurpp.          
El 23 de octubre de 2020, KSI lanzó el primer sencillo de su segundo álbum, " Really Love " con Craig David y Digital Farm Animals , que alcanzó el puesto número tres en la lista de sencillos del Reino Unido y fue certificado oro por la BPI.  El 15 de enero de 2021, KSI lanzó el segundo sencillo del álbum, " Don't Play " con Anne-Marie y Digital Farm Animals. La canción debutó en el número dos en la lista de sencillos del Reino Unido, convirtiéndose en el sencillo de KSI con la clasificación más alta en el Reino Unido hasta la fecha, y ha sido certificado platino por la BPI.  El 12 de marzo de 2021, KSI lanzó el tercer sencillo del álbum, " Patience " con Yungblud y Polo G , que debutó en el número 3 en la lista de sencillos del Reino Unido y ha sido certificado plata por la BPI.       
El 26 de abril de 2021, KSI anunció a través de sus redes sociales el lanzamiento de su segundo álbum All Over the Place , que fue lanzado el 16 de julio de ese año.  Debutó en el número 1 en las listas de álbumes del Reino Unido, lo que le dio a KSI su primer puesto en las listas, y ha sido certificado oro por la BPI por superar las 100.000 ventas en el país.       
El 18 de junio de 2021, KSI lanzó el cuarto sencillo del álbum, " Holiday ", que solo apareció en la edición platino del álbum. La canción debutó en el número 2 en la lista de sencillos del Reino Unido, lo que la convierte en el sencillo en solitario de KSI con la clasificación más alta hasta la fecha.  El 6 de agosto de 2021, KSI lanzó el quinto sencillo del álbum, " Lose " con el rapero estadounidense Lil Wayne , y fue el sencillo principal de la edición de lujo del álbum, que se lanzó el 27 de agosto.  El sencillo alcanzó el puesto número 18 en el UK Singles Chart y también debutó en el número 86 en el Billboard Hot 100 , convirtiéndose en el primer sencillo de KSI en ingresar a esa lista. 
El 31 de agosto de 2024, KSI realizó un concierto de dos partes en MF & DAZN: X Series 17 en el que adelantó dos sencillos inéditos "Low" y "Thick of It" con Trippie Redd.  El 3 de octubre del mismo año, KSI lanzó ambas canciones como un lanzamiento de doble sencillo, siendo la última de ambas canciones , la que recibiría una ola de recepción negativa (reflejado en la cantidad de dislikes del video musical publicado en Youtube), memes por parte de grupos trols y otros tipos de burlas hacia su producción (ya sean criticas directas o comentarios sarcásticos definiéndola como la "canción del año" o como un "mega éxito o hit") , provocando el enojo del cantante.  

## Ingresos

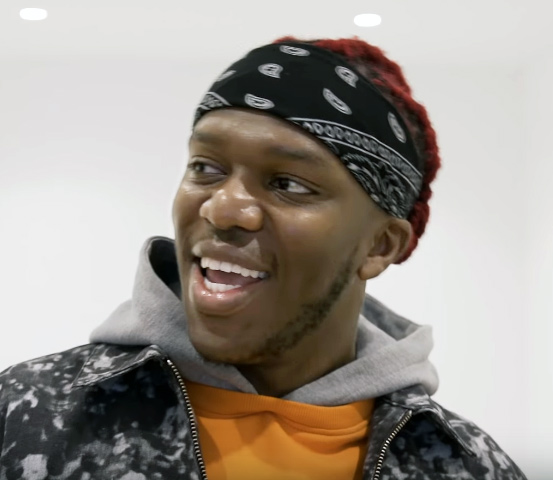
Olatunji en 2020

Se informó que los ingresos de KSI para 2014 fueron de $ 1.12 millones. En 2015, Forbes estimó que las ganancias de KSI superaron los $ 4.5 millones, ubicándolo como el quinto youtuber mejor pagado del mundo. En dos años, su riqueza se había más que duplicado ya que su patrimonio neto alcanzó los $ 11 millones en 2017. En 2018, la revista Esquire informó que, según Social Blade, KSI puede generar hasta £ 250,000 en ingresos publicitarios de solo un video, y que el respaldo de un producto en sus redes sociales puede alcanzar en la región de £ 75,000. Business Insider informó que la primera pelea de KSI contra Logan Paul ese año generó alrededor de 11 millones de dólares desde justo pago por visión ingresos solo, y otro portón vivo ingresos de más de 2.7 millones de libras por venta de entradas. Algunas estimaciones calcularon las ganancias potenciales de la pelea entre 30 y 40 millones de libras cada una, pero KSI desestimó estas afirmaciones, afirmando que sus ganancias eran "una gran cantidad", pero "en ninguna parte cerca de 20 a 40 millones". KSI es el director de tres empresas del Reino Unido, con un patrimonio total de 1,7 millones de libras. Según el espejo, El patrimonio neto de KSI antes de su segunda pelea contra Logan Paul en 2019 se estimó en al menos 20 millones de dólares. La pelea garantizó ganancias de KSI de 900.000 dólares, aunque se informa que KSI ganará más de su parte de las ventas de boletos y las compras de pago por visión.
KSI ha utilizado su riqueza e influencia para apoyar una serie de causas caritativas y filantrópicas en su carrera. En una entrevista con The Telegraph en 2014, KSI reveló que pudo comprar la casa de sus padres.En 2016, KSI jugó en el partido Sidemen Charity Football, que ayudó a organizar como parte de los Sidemen, celebrado en el St Mary's Stadium de Southampton, recaudando más de 110.000 libras para la Fundación Saints. El tercer partido de caridad, celebrado en el terreno de Charlton Athletic en 2018, también contó con KSI y recaudó 65.747 libras para el Young Minds Trust. En 2015, KSI donó 10.000 dólares a una transmisión benéfica en línea realizada por el youtuber Castro1021, y participó en el evento Race Against Slime, recaudando dinero para SpecialEffect, una fundación que desarrolla tecnología para ayudar a las personas con discapacidades físicas a jugar videojuegos. En 2019, KSI subió un video titulado "Ending it all", del cual todos los ingresos por publicidad se donarían a varias organizaciones benéficas para la prevención del suicidio.